# Trofeu Teresa Herrera
El Trofeu Teresa Herrera és un torneig futbolístic de caràcter amistós que, des de 1946, té lloc cada estiu a la ciutat gallega de La Corunya. El seu equip amfitrió és el Deportivo de La Coruña.
És el tercer torneig d'estiu més antic d'Espanya i el més antic dels que encara se celebren. És considerat, a més, un dels més prestigiosos del món per la categoria dels equips que hi han participat al llarg de la seva història.
Des del 2013 també es disputa el Trofeu Teresa Herrea de futbol femení.

## Història
En els seus inicis el torneig va sorgir com una idea per recaptar diners per als més desfavorits. És per això que porta el nom de Teresa Herrera, una dona corunyesa que a finals del segle xix va donar els seus béns per a la construcció d'un hospital públic.
Des de la seva primera edició el 1946, hi ha hagut edicions del trofeu amb dos, tres i quatre equips. Els partits es juguen a l'estadi de Riazor durant el mes d'agost, formant part del programa de festes de la Corunya.
Fins a l'any 2000 estava organitzat per l'Ajuntament de la Corunya i des de llavors és el Deportivo de La Coruña qui s'encarrega de l'organització.
L'any 2013 es va instaurar la modalitat femenina del trofeu.

## Historial
| Any  | Campió                 | Resultat     | Subcampió                      | 3r                     | 4t                         |
| ---- | ---------------------- | ------------ | ------------------------------ | ---------------------- | -------------------------- |
| 1946 | Sevilla                | 3−2          | Athletic Club                  |                        |                            |
| 1947 | Athletic Club          | 3−2          | Vasco da Gama                  |                        |                            |
| 1948 | FC Barcelona           | 2−1          | Porto                          |                        |                            |
| 1949 | Reial Madrid           | 2−1          | Racing de France               |                        |                            |
| 1950 | Lazio                  | 3−1          | Atlètic de Madrid              |                        |                            |
| 1951 | FC Barcelona           | 4−2          | Young Boys                     |                        |                            |
| 1952 | València               | 2−1          | Olympique de Roubaix-Tourcoing |                        |                            |
| 1953 | Reial Madrid           | 8−1          | Toulouse                       |                        |                            |
| 1954 | Sevilla                | 3−2          | Helsingborgs                   |                        |                            |
| 1955 | Deportivo de La Coruña | 2−1          | Athletic Club                  |                        |                            |
| 1956 | Atlètic de Madrid      | 4−1          | Köln                           |                        |                            |
| 1957 | Vasco da Gama          | 4−2          | Athletic Club                  |                        |                            |
| 1958 | Nacional de Montevideo | 2−1          | Flamengo                       |                        |                            |
| 1959 | Santos                 | 4−1          | Botafogo                       |                        |                            |
| 1960 | Sevilla                | 2−1          | Newcastle United               |                        |                            |
| 1961 | Sporting de Portugal   | 3−2          | Stade de Reims Champagne       |                        |                            |
| 1962 | Deportivo de La Coruña | 4−2          | Benfica                        |                        |                            |
| 1963 | Monaco                 | 3−2          | Vasco da Gama                  |                        |                            |
| 1964 | Deportivo de La Coruña | 4−0          | Sporting de Portugal           | FC Porto e Roma        |                            |
| 1965 | Atlètic de Madrid      | 2−1          | Vitória de Setúbal             |                        |                            |
| 1966 | Reial Madrid           | 2−0          | Deportivo de La Coruña         |                        |                            |
| 1967 | Racing de Ferrol       | 3−0          | Celta de Vigo                  | Deportivo de La Coruña | Pontevedra CF              |
| 1968 | Vitória de Setúbal     | 2−1          | Rapid Viena                    |                        |                            |
| 1969 | Deportivo de La Coruña | 1−0          | Nacional de Montevideo         | Olympic Charleroi      | Bayern München             |
| 1970 | Ferencvárosi TC        | 0−0 (4−2 p)  | San Lorenzo                    |                        |                            |
| 1971 | Crvena Zvezda          | 3−1          | Deportivo de La Coruña         |                        |                            |
| 1972 | FC Barcelona           | 2−0          | Den Haag                       |                        |                            |
| 1973 | Atlètic de Madrid      | 2−1          | Spartak Trnava                 | Újpest Dózsa           | AFC Ajax                   |
| 1974 | Peñarol                | 3−2          | Borussia Mönchengladbach       | FC Barcelona           | Atlètic de Madrid          |
| 1975 | Peñarol                | 3−3 (p)      | Cruzeiro                       | Atlètic de Madrid      | Stoke City FC              |
| 1976 | Reial Madrid           | 2−0          | Cruzeiro                       | PSV Eindhoven          | Peñarol                    |
| 1977 | Fluminense             | 4−1          | Dukla Praha                    | Reial Madrid           | Feyenoord                  |
| 1978 | Reial Madrid           | 2−0          | Flamengo                       | Deportivo de La Coruña | Fluminense                 |
| 1979 | Reial Madrid           | 1−0          | Sporting de Gijón              | Budapest Honvéd        | West Bromwich Albion       |
| 1980 | Reial Madrid           | 2−1          | Sporting de Gijón              | FC Porto               | Flamengo                   |
| 1981 | FC Dinamo de Kíev      | 1−0          | Atlètic de Madrid              | Deportivo de La Coruña | FC Barcelona               |
| 1982 | FC Dinamo de Kíev      | 4−1          | FC Barcelona                   | Bayern München         | Internacional Porto Alegre |
| 1983 | Athletic Club          | 1−0          | Peñarol                        | Reial Madrid           | FC Dinamo de Kíev          |
| 1984 | Roma                   | 2−2 (p)      | Vasco da Gama                  | Manchester United FC   | Athletic Club              |
| 1985 | Atlètic de Madrid      | 1−0          | Porto                          | Fluminense             | Reial Madrid               |
| 1986 | Atlètic de Madrid      | 1−0          | Santos                         | Reial Madrid           | São Paulo FC               |
| 1987 | Benfica                | 1−1 (p)      | Deportivo de La Coruña         | Sporting de Gijón      | Everton FC                 |
| 1988 | PSV Eindhoven          | 3−1          | Atlètic de Madrid              | Liverpool FC           | Reial Societat             |
| 1989 | Bayern München         | 4−1          | Steaua Bucarest                | Reial Madrid           | PSV Eindhoven              |
| 1990 | FC Barcelona           | 2−0          | Benfica                        | Bayern München         | Deportivo de La Coruña     |
| 1991 | Porto                  | 1−0          | Deportivo de La Coruña         | AFC Ajax               | Reial Madrid               |
| 1992 | São Paulo              | 4−1          | FC Barcelona                   | Peñarol                | Deportivo de La Coruña     |
| 1993 | FC Barcelona           | 1−0          | São Paulo                      | Deportivo de La Coruña | Lazio                      |
| 1994 | Reial Madrid           | 1−0          | Deportivo de La Coruña         | Sampdoria              | FC Porto                   |
| 1995 | Deportivo de La Coruña | 2−0          | Reial Madrid                   | Flamengo               | Benfica                    |
| 1996 | Botafogo               | 4−4 (3−0 p)  | Juventus FC                    | Deportivo de La Coruña | AFC Ajax                   |
| 1997 | Deportivo de La Coruña | 2−2 (p)      | PSV Eindhoven                  | Atlètic de Madrid      | Vasco da Gama              |
| 1998 | Deportivo de La Coruña | 2−0          | Lazio                          | Reial Madrid           | Atlètic de Madrid          |
| 1999 | Celta de Vigo          | 1−0          | Boca Juniors                   | Deportivo de La Coruña | Corinthians                |
| 2000 | Deportivo de La Coruña | 2−2 (4−3 p)  | Lazio                          |                        |                            |
| 2001 | Deportivo de La Coruña | 2−1          | Reial Madrid                   | Peñarol                | Cruz Azul                  |
| 2002 | Deportivo de La Coruña | 1−0          | Cruz Azul                      | Atlètic de Madrid      | Nacional de Montevideo     |
| 2003 | Deportivo de La Coruña | [Triangular] | Club América                   | Nacional de Montevideo |                            |
| 2004 | Deportivo de La Coruña | 3−1          | Atlètic de Madrid              | Reial Saragossa        | Sporting de Portugal       |
| 2005 | Deportivo de La Coruña | [Triangular] | Nacional de Montevideo         | Peñarol                |                            |
| 2006 | Deportivo de La Coruña | 3−1          | Milan                          | Atlètic de Madrid      | Nacional de Montevideo     |
| 2007 | Deportivo de La Coruña | 2−1          | Reial Madrid                   | Atalanta               | Belenenses                 |
| 2008 | Deportivo de La Coruña | 2−1          | Atlètic de Madrid              | Cruz Azul              | Sporting de Gijón          |
| 2009 | Atlètic de Madrid      | 1−1 (4−3 p)  | Deportivo de La Coruña         |                        |                            |
| 2010 | Newcastle United       | 0−0 (5−3 p)  | Deportivo de La Coruña         |                        |                            |
| 2011 | Sevilla FC             | 1−1 (4−3 p)  | Deportivo de La Coruña         |                        |                            |
| 2012 | Deportivo de La Coruña | 2−2 (4−3 p)  | Atlètic de Madrid              |                        |                            |
| 2013 | Reial Madrid           | 4−0          | Deportivo de La Coruña         |                        |                            |
| 2014 | Deportivo de La Coruña | 1−0          | Sporting de Gijón              | Sporting de Portugal   | Nacional de Montevideo     |
| 2015 | Deportivo de La Coruña | 1−0          | Sporting de Braga              |                        |                            |
| 2016 | Deportivo de La Coruña | 2−0          | Vila-real CF                   |                        |                            |

## Palmarès
| Equip                  | Títols | Anys |
| Deportivo de La Coruña | 20     | 1955, 1962, 1964, 1969, 1995, 1997, 1998, 2000, 2001, 2002, 2003, 2004, 2005, 2006, 2007, 2008, 2012, 2014, 2015 i 2016 |
| Reial Madrid           | 9      | 1949, 1953, 1966, 1976, 1978, 1979, 1980, 1994 i 2013                                                                   |
| Atlètic de Madrid      | 6      | 1956, 1965, 1973, 1985, 1986 i 2009                                                                                     |
| FC Barcelona           | 5      | 1948, 1951, 1972, 1990 i 1993                                                                                           |
| Sevilla FC             | 4      | 1946, 1954, 1960 i 2011                                                                                                 |
| Athletic Club          | 2      | 1947 i 1983 |
| Peñarol                | 2      | 1974 i 1975 |
| Dinamo Kyiv            | 2      | 1981 i 1982 |
| Lazio                  | 1      | 1950 |
| València               | 1      | 1952 |
| Vasco da Gama          | 1      | 1957 |
| Nacional de Montevideo | 1      | 1958 |
| Santos                 | 1      | 1959 |
| Sporting de Portugal   | 1      | 1961 |
| Mónaco                 | 1      | 1963 |
| Racing de Ferrol       | 1      | 1967 |
| Vitória de Setúbal     | 1      | 1968 |
| Ferencvárosi TC        | 1      | 1970 |
| Crvena Zvezda          | 1      | 1971 |
| Fluminense             | 1      | 1977 |
| Roma                   | 1      | 1984 |
| Benfica                | 1      | 1987 |
| PSV Eindhoven          | 1      | 1988 |
| Bayern de Múnic        | 1      | 1989 |
| Porto                  | 1      | 1991 |
| São Paulo FC           | 1      | 1992 |
| Botafogo               | 1      | 1996 |
| Celta de Vigo          | 1      | 1999 |
| Newcastle United       | 1      | 2010 |